# Acrobasis porphyrella
Acrobasis porphyrella là một loài bướm đêm thuộc họ Pyralidae. Nó được tìm thấy ở Tây Ban Nha, Bồ Đào Nha, Pháp, Corse, Sardegna, quần đảo Baleares, Ý và Croatia.
Ấu trùng ăn Erica arborrea và Erica scoparia.